# (7787) Annalaura
(7787) Annalaura (1994 WW) – planetoida z pasa głównego asteroid okrążająca Słońce w ciągu 3,81 lat w średniej odległości 2,44 j.a. Odkryta 23 listopada 1994 roku.